# Poecilasthena aedaea
Poecilasthena aedaea är en fjärilsart som beskrevs av Turner 1926. Poecilasthena aedaea ingår i släktet Poecilasthena och familjen mätare. Inga underarter finns listade i Catalogue of Life.